# Sarisa neoselena
Sarisa neoselena är en fjärilsart som beskrevs av Edward Meyrick 1909. Sarisa neoselena ingår i släktet Sarisa och familjen mätare. Inga underarter finns listade.